# М'яз-розширювач зіниці

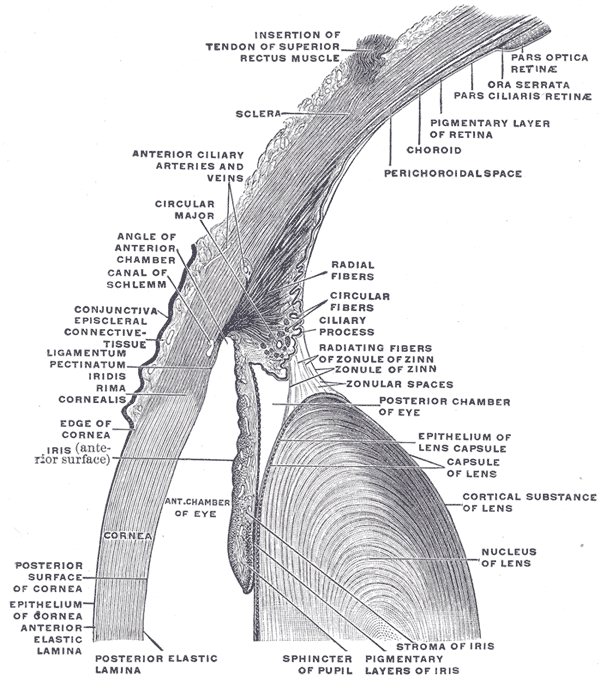
Сагітальний переріз верхньої частини очного яблука

М'яз-розширювач зіниці або дилататор зіниці (лат. musculus dilatator pupilae) — внутрішній м'яз ока, що розширює зіницю. М'яз розміщений безпосередньо на пігментному шарі райдужки. Він є антагоністом м'яза-звужувача зіниці і викликає розширення зіниці — мідріаз.
М'яз-розширювач зіниці іннервується симпатичними волокнами з верхнього шийного вузла (симпатичного стовбура). Симпатичні волокна транзитом проходять через циліарний вузол (не переключаються у синапсі).
Послаблення м'яза-звужувача зіниці виникає при порушенні симпатичної іннервації і проявляєть зниженням амплітуди реакції на світло, міозом.
При синдромі Горнера міоз супроводжується птозом. Птоз виникає через втрату симпатичної іннервації верхнім м'язом хряща.